# Xanthopimpla flava
Xanthopimpla flava är en stekelart som först beskrevs av William Harris Ashmead 1904.  Xanthopimpla flava ingår i släktet Xanthopimpla och familjen brokparasitsteklar. Inga underarter finns listade i Catalogue of Life.